# Proces s Ludvíkem XVI.

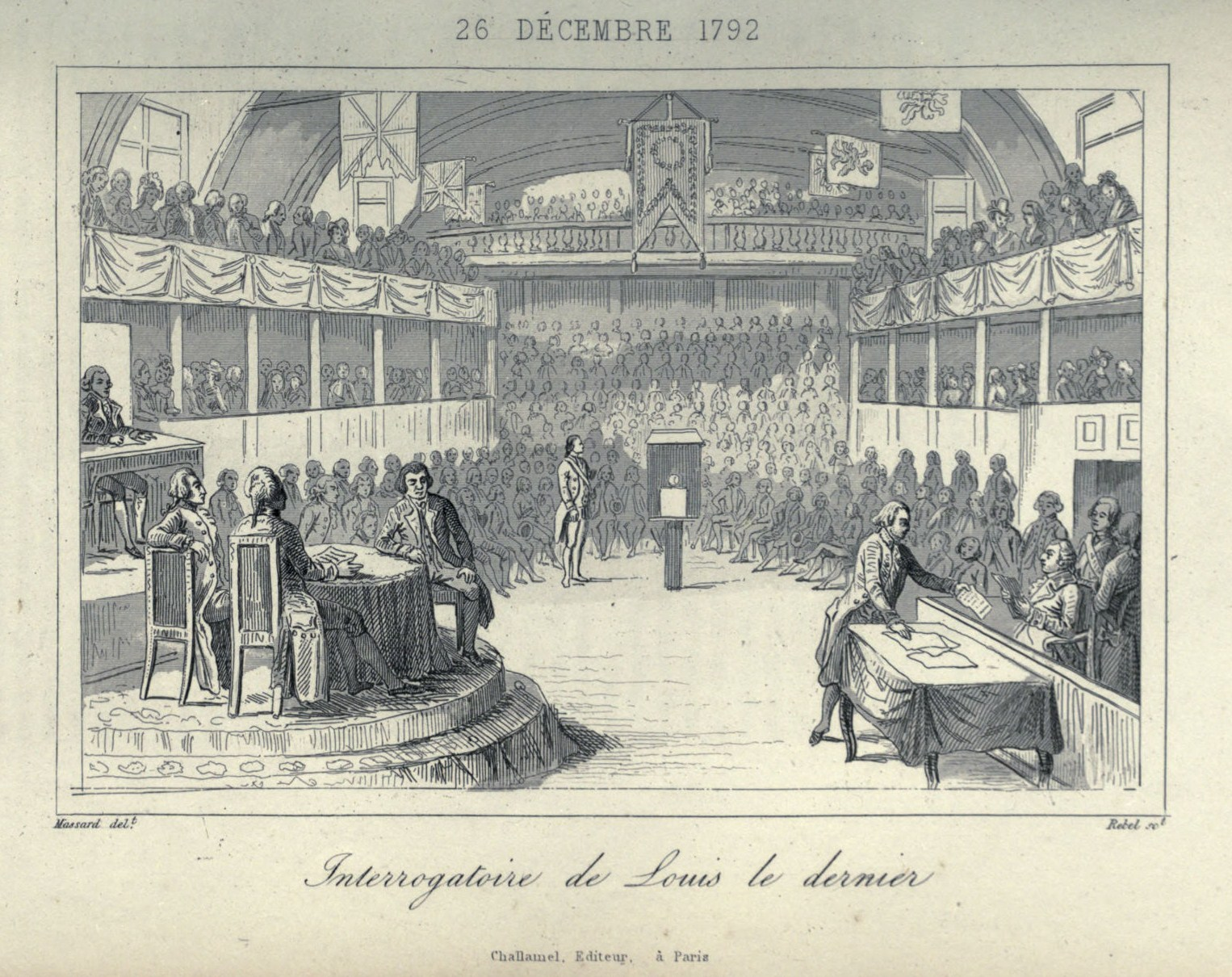
Výslech krále Konventem v jízdárně

Proces s Ludvíkem XVI. bylo zasedání Národního konventu od 10. do 26. prosince 1792, při kterém byl francouzský král shledán vinným ze zločinu velezrady a spiknutí proti státu. Dne 15. ledna 1793 Konvent odhlasoval pro panovníka trest smrti, který byl vykonán 21. ledna.

## Okolnosti a průběh
Dne 10. srpna 1792 zaútočili republikáni na Tuilerijský palác, kde byl internován Ludvík XVI. se svou rodinou. Na mimořádném zasedání Národního shromáždění bylo rozhodnuto o umístění královské rodiny do kláštera feuillantů a 13. srpna byla převezena do pařížského Templu. Dne 20. září 1792 poprvé zasedalo nově zvolené shromáždění pod názvem Konvent, který odhlasoval zrušení monarchie a o dva dny později vyhlásil První francouzskou republiku. Poslanci debatovali o dalším osudu krále. Dne 1. října Konvent stanovil 24člennou komisi pověřenou inventarizací královských dokumentů (korespondence, dohody, registry), které byly nalezeny v Tuilerijském paláci. Komise dne 6. listopadu předložila Zprávu o zločinech připisovaných Ludvíkovi Kapetovi. Následný objev tzv. železné truhly v Tuilerijském paláci 20. listopadu vedl k nevyhnutelnému procesu. Podle revolucionářů dokumenty nalezené v tajné truhle nezvratně dokazovaly zradu Ludvíka XVI.
Dne 3. prosince 1792 Národní konvent rozhodl, že Ludvíka XVI. bude soudit on sám. Proces začal 10. prosince. Jako královi obhájci byli 12. prosince určeni Chrétien Guillaume de Lamoignon de Malesherbes, François-Denis Tronchet a Romain de Sèze,
Jednání trvalo do 26. prosince a král byl shledán vinným. Dne 15. ledna 1793 poslanci hlasovali pro trest smrti. Ze 721 členů pro popravu hlasovalo 361 poslanců, rozhodla tedy většina jednoho hlasu. Panovník byl popraven gilotinou 21. ledna 1793 na Place de la Révolution.